# Sa Đéc
La ville de Sa Đéc, en français Sadec, anciennement Psar Dèk (du khmer ផ្សារដែក) est une ville du sud du Viêt Nam située dans le delta du Mékong et faisant partie de la province de Đồng Tháp, dont elle a été la capitale jusqu'en 1994. C'est un port fluvial et un centre de commerce agricole et industriel.

## Bref historique
Avant le XIXe siècle elle était la capitale du Dong Khau Dao et était considérée comme une des plus grandes villes du delta du Mékong.
De 1966 à 1967, pendant la Guerre du Viêt Nam, elle a servi de base à la marine américaine.
Sa population actuelle[Quand ?] s'élève à environ 103 000 habitants.
Sa Đéc comporte trois zones industrielles répondant aux codes A, C1 et C et attirant un grand nombre d'hommes d'affaires de la région du Delta du Mékong.

## Célébrités
Sa Đéc est la ville natale de Loÿs, alias de Loÿs Pétillot (1911-1983), auteur français de bande dessinée.
Sa Đéc est aussi la ville ou le gouverneur du Sud-Viêtnam, Thai Lap Thanh, fut assassiné lors d'un attentat terroriste Viêtminh le 31 juillet 1951.
Sa Đéc est essentiellement connu pour avoir accueilli la romancière Marguerite Duras et sa famille entre 1928 et 1932. Comme Duras le raconte, entre autres, dans L'Amant (Prix Goncourt 1984) et L'Amant de la Chine du Nord, sa mère était la directrice d'une école française située à l'angle de Hùng Vương et de Hồ Xuân Hương, où se trouve encore aujourd'hui une école. C'est aussi à Sa Đéc que vivait Huynh Thuy Le, le « Chinois » que la narratrice rencontre un jour sur le bac qui la reconduisait à son internat de Saïgon et qui deviendra son amant. La maison de la riche famille de Huynh Thuy Le, située au 255A de la rue Nguyen Hue, après avoir abrité des bureaux administratifs, est ouverte au public depuis 2009. Les visites se font en français, anglais et vietnamien.

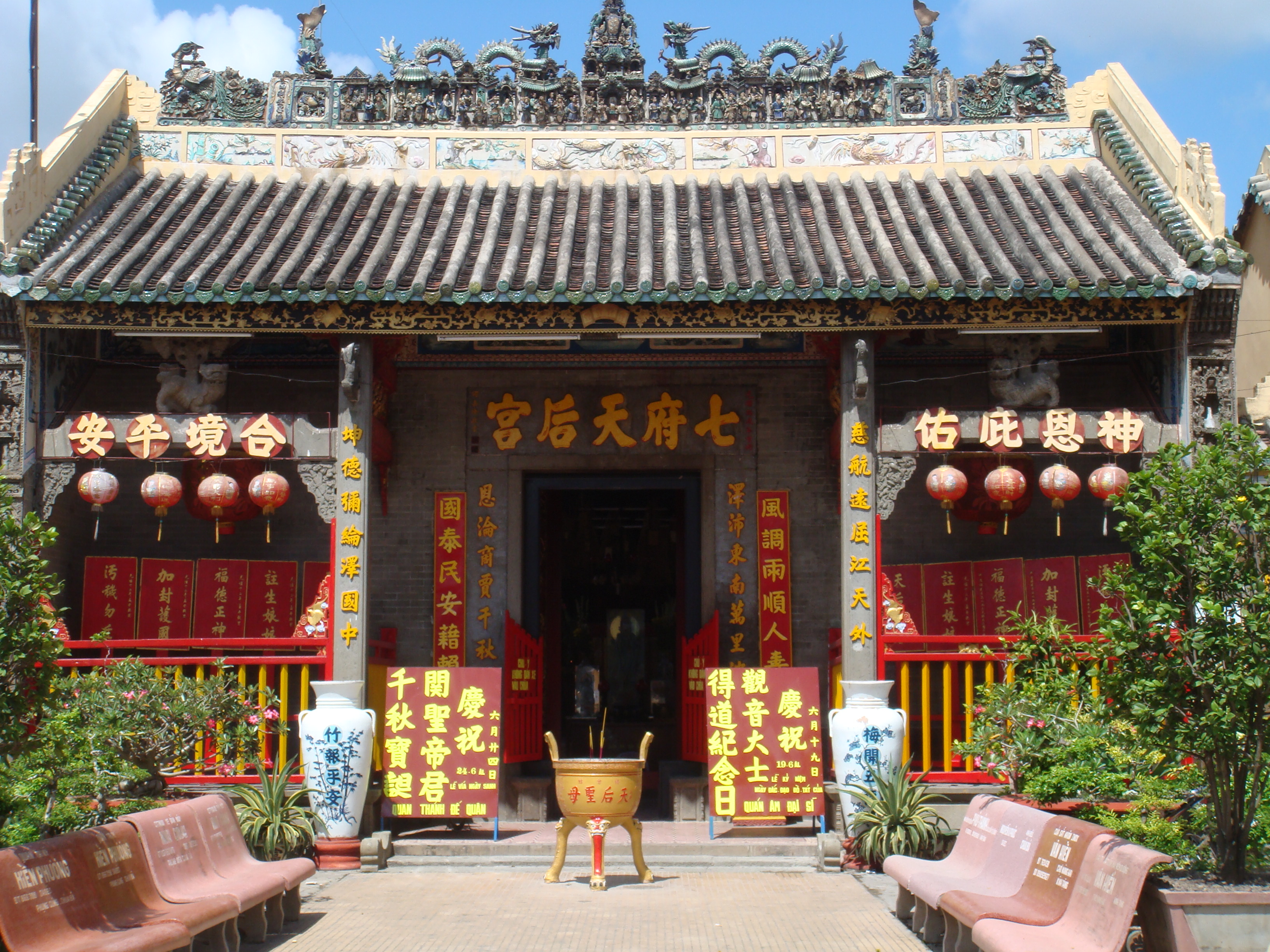
Pagode de Thien Hau.
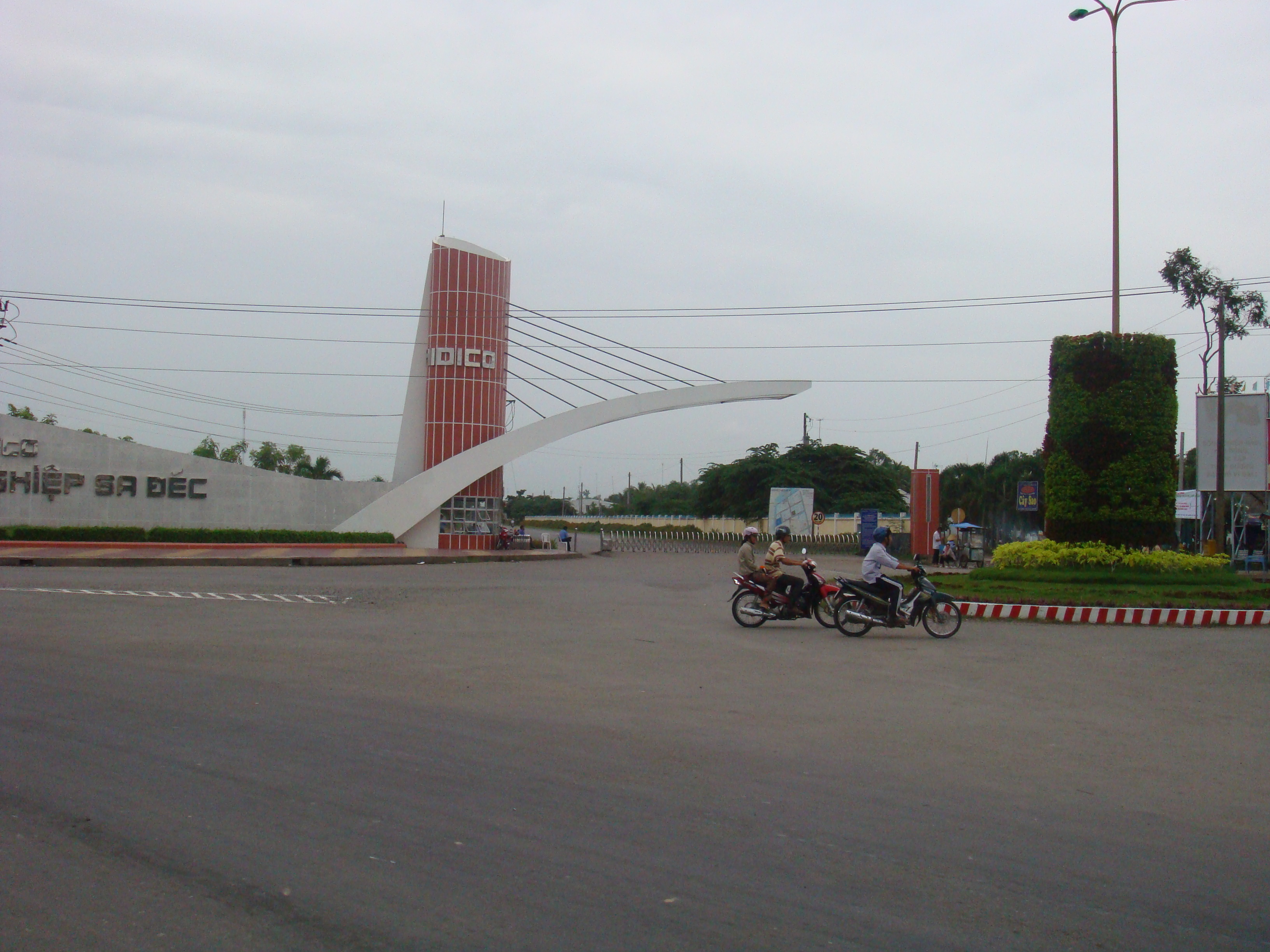
Zone industrielle de Sa Đéc.